# Engelhardtiella alba
Engelhardtiella alba är en svampart som beskrevs av A. Funk 1973. Engelhardtiella alba ingår i släktet Engelhardtiella, divisionen sporsäcksvampar och riket svampar.   Inga underarter finns listade i Catalogue of Life.